# Borden, Western Australia
Borden är en ort i Australien. Den ligger i kommunen Gnowangerup och delstaten Western Australia, omkring 330 kilometer sydost om delstatshuvudstaden Perth. Antalet invånare är 163.
Trakten runt Borden är nära nog obefolkad, med mindre än två invånare per kvadratkilometer.. Det finns inga andra samhällen i närheten.
Trakten runt Borden består till största delen av jordbruksmark. Genomsnittlig årsnederbörd är 579 millimeter. Den regnigaste månaden är maj, med i genomsnitt 85 mm nederbörd, och den torraste är februari, med 10 mm nederbörd.